# Tan Tan Taan!
Singles de MilkyWay
Anataboshi
(2008)
Singles par Tsukishima Kirari starring Kusumi Koharu (Morning Musume)
Papancake
(2008) Hapi Hapi Sunday!
(2009)
Tan Tan Taan! (タンタンターン!) est le second single du trio MilkyWay, sorti en 2008.

## Présentation
Le single sort le 29 octobre 2008 au Japon sur le label zetima. Il atteint la 8e place du classement des ventes de l'Oricon. Il sort aussi en édition limitée avec une pochette différente et une carte de collection en supplément, ainsi qu'au format "single V" (vidéo DVD contenant les clips vidéo de la chanson-titre et un making of) une semaine après.
Il est chanté par Koharu Kusumi de Morning Musume entourée de Sayaka Kitahara et Yū Kikkawa du Hello! Pro Egg, incarnant Kirari Tsukishima, Noël Yukino et Cobeni Hanasaki, chanteuses de fiction de la série anime Kilari (Kirarin Revolution) doublées par les membres du trio.
Les deux chansons du single servent de génériques de début et de fin à la série : Tan Tan Taan! en est son 7e thème d'ouverture (épisodes 129 à 153), et la "face B" Gamusharara en est son 12e thème de fin (épisodes 129 à 141). Elles figureront sur le troisième album de Tsukishima Kirari starring Kusumi Koharu (Morning Musume), Kirari to Fuyu qui sort en fin d'année, puis sur sa compilation Best Kirari de 2009.

## Titres
| 1. | Tan Tan Taan! (タンタンターン!)                   | Kenichi Maeyamada           |  |
| 2. | Gamusharara (ガムシャララ)                        | 2°C / Dai Murai / Dai Murai |  |
| 3. | Tan Tan Taan! (Instrumental) (タンタンターン!...) | Kenichi Maeyamada           |  |

| 1. | Tan Tan Taan! (タンタンターン!)                                           |  |
| 2. | MilkyWay no One Point Dance Lesson (MilkyWayのワンポイントダンスレッスン) |  |
| 3. | Tan Tan Taan! (Dance Shot Ver.) (タンタンターン!...)                      |  |
| 4. | Making Eizō (メイキング映像)                                              |  |